# کورد (مجارستان)
کورد (مجاری: Kurd) یک سکونتگاه مسکونی در مجارستان  است که در تولنا واقع شده‌است.